# Synagogue de Čekiškė
La synagogue de Čekiškė (lituanien : Čekiškės sinagoga) est une ancienne synagogue située à Čekiškė, dans la municipalité du district de Kaunas, dans le centre de la Lituanie.

## Historique
Le 22 juillet 1887, un incendie détruit la plus grande partie des infrastructures et habitations de la ville de Čekiškė, habitée majoritairement par une population de confession juive, ne laissant plus que trois bâtiment intacts. La synagogue de la ville est alors reconstruite.
En 1941, la population juive est exterminée par les troupes allemandes et la synagogue est donc abandonnée. Après la Seconde Guerre mondiale, la synagogue est transformée sous l'occupation soviétique en grenier kolkhozien.
La synagogue n'est plus utilisée en tant que bâtiment religieux et elle est inscrite comme munument régional au registre des valeurs culturelles de Lituanie,.
En 2020, un projet de rénovation de la synagogue a été décidé par la communauté juive de Kaunas à laquelle se joint la municipalité du district de Kaunas. La restauration des parties extérieures de la synagogue a été achevée durant l'été 2023.

## Architecture
La synagogue a une structure en briques rouges non plâtrée. Elle comporte deux volumes principaux et est recouverte d'un toit à pignon fait de feuilles d'amiante posées sur de vieux bardeaux.
La synagogue est un bâtiment rectangulaire. Il se compose d'une salle de prière spacieuse du côté est et d'un volume ouest de deux étages, dont le rez-de-chaussée abrite un vestibule et une petite pièce, et l'étage supérieur était la section des femmes. L'entrée principale de la synagogue est située sur la façade sud. Un escalier extérieur en bois menant à la section des femmes était très probablement fixé à la façade ouest. Les fondations de certaines annexes ultérieures peuvent être tracées à 9 m à l'ouest du mur ouest actuel.
L'extérieur de la synagogue a été en grande partie préservé et inchangé depuis le XIXe siècle.
L'intérieur est divisé par des murs en briques entre la salle de prière orientale et deux pièces occidentales, au-dessus desquelles se trouvait la section des femmes. La pièce nord-ouest servait apparemment de petite salle de prière et d'étude, car dans son mur oriental se trouve une niche avec une charpente en bois saillante qui ressemble à une petite arche de la Torah richement décorée. La peinture murale d'origine est conservée mais délabrée.